# Timbres des Terres australes et antarctiques françaises 2005
Cet article recense les timbres des Terres australes et antarctiques françaises (TAAF) émis en 2005 par le Service des postes et télécommunications des TAAF.

## Généralités

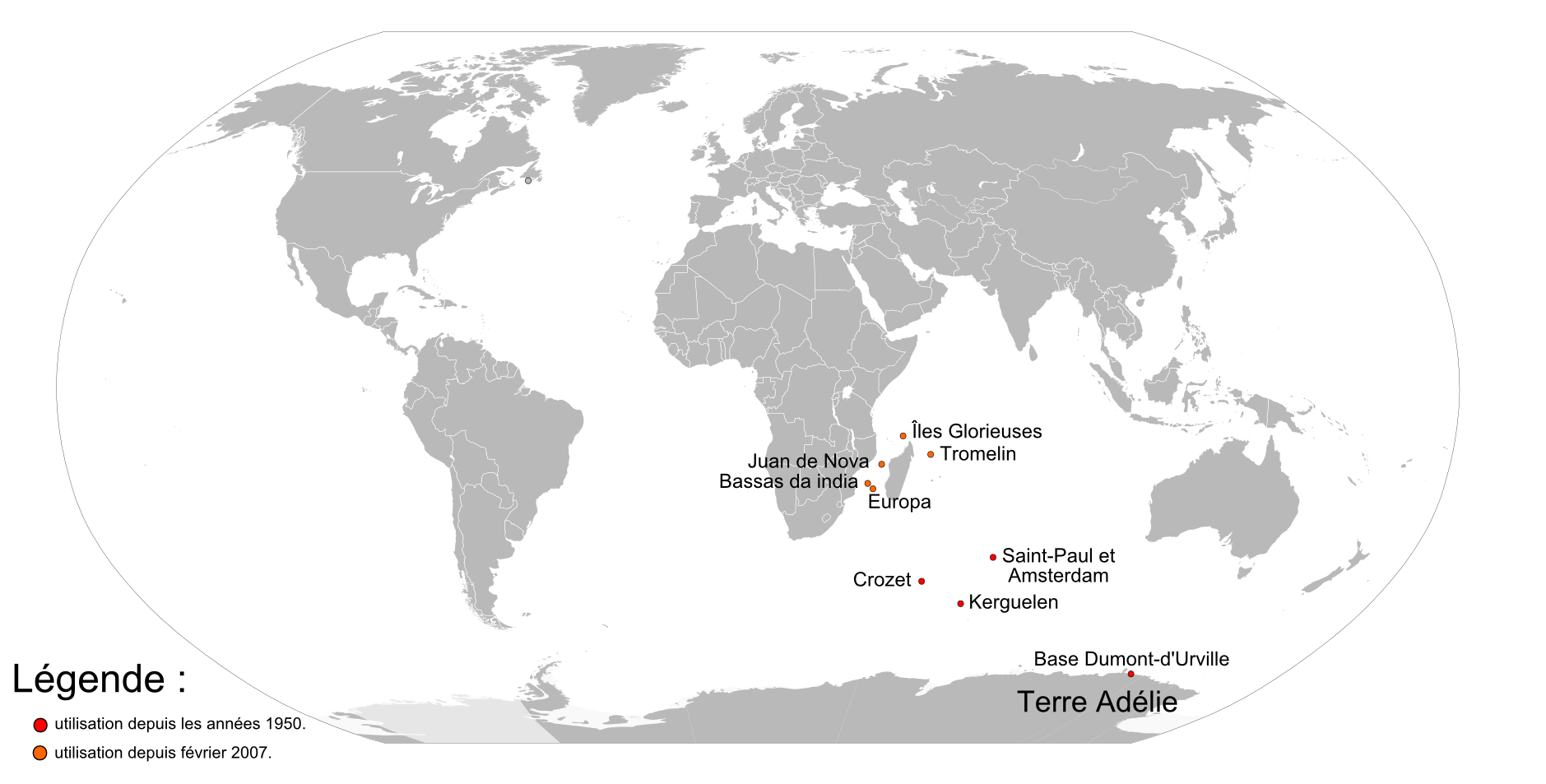
Lieux d'usage des timbres des TAAF. En rouge, les districts où ils utilisés depuis les années 1950. En orange, les îles Éparses où l'utilisation postale est possible depuis février 2007.

Les émissions de 2005 porte la mention « RF Terres australes et antarctiques françaises Postes 2005 »  (pour République française / pays émetteur / service postal et année) et une valeur faciale libellée en euro (€).
Les thèmes et auteurs des timbres sont sélectionnés par une Commission philatélique. Volontairement, l'impression en taille-douce est privilégiée. La majeure partie du programme philatélique des TAAF est émise le 1er janvier dans les territoires. En 2005, en raison du cinquantenaire de l'autonomie administrative et financière des TAAF depuis la loi du 6 août 1955, un Carnet de voyage contenant des timbres à valeur faciale d'usage, un timbre et un bloc sont émis au cours de l'année. Le retrait de la majorité des émissions 2005 a lieu le 31 décembre 2006, sauf pour « Station franco-italienne Concordia » et celles du cinquantenaire émises en novembre.
Ces timbres servent principalement au courrier que les collectionneurs de philatélie polaire souhaitent envoyer ou recevoir des TAAF. Une grande partie des timbres sont donc vendus principalement par Phil@poste en métropole. Néanmoins, le Service des Postes et Télécommunications de ce territoire est complètement autonome dans le choix du programme philatélique.
La dentelure est de 13 dents sur 2 centimètres.

## Légende
Pour chaque timbre, le texte rapporte les informations suivantes :
- date d'émission, valeur faciale et description,
- formes de vente,
- artistes concepteurs et genèse du projet,
- manifestation premier jour,
- date de retrait, tirage et chiffres de vente,

ainsi que les informations utiles pour une émission donnée.

## Janvier
Tous les timbres émis ce mois-là, l'ont été le 1er janvier dans les TAAF, le 2 janvier en France.

### Agate
Comme chaque année, est émis un timbre de 0,15 € sur un minéral, pour 2005, de l'agate qui est une variété de calcédoine.
Le timbre de 3,6 × 2,6 cm est dessiné et gravé par Pierre Forget pour une impression en taille-douce de trois couleurs en feuille de vingt-cinq.

### Roger Barberot 1915-2002
Un timbre de 0,50 € est émis en hommage à Roger Barberot, administrateur des TAAF de 1973 à 1980 après avoir été au cours de sa vie marin, soldat de la France libre, voyageur aventurier, officier volontaire pendant la guerre d'Algérie tout en critiquant l'action du gouvernement et de l'armée sur place, homme politique soutenant Charles de Gaulle, diplomate, et peintre par passion. Il est représenté le regard vif tourné vers la gauche, chemise ouverte.
Le timbre de 2,2 × 3,6 cm est dessiné et gravé par Pierre Béquet. Imprimé en taille-douce de trois couleurs, il est conditionné en feuille de vingt-cinq exemplaires.

### Albert Bauer 1916-2003
Un timbre de 0,45 € est émis en hommage à Albert Bauer, scientifique membre des Expéditions polaires françaises de 1948 à 1970 où il a officié en géodésie et en glaciologie. Il est représenté en train de parler.
Le timbre de 2,2 × 3,6 cm est dessiné et gravé par Claude Jumelet et imprimé en taille-douce de deux couleurs en feuille de vingt-cinq.

### Cap Horn
Un timbre de 0,50 € est émis sur un navire le Cap Horn, du nom du cap méridional de l'Amérique. Cet ancien bateau de pêche de la Société anonyme de pêches maritimes et de ravitaillement (SAPMER) était basé à La Réunion et a mené des campagnes de pêche dans l'océan Indien de 1973 à 1974, puis a servi à la pêche de la langouste dans le district des îles Saint-Paul et Amsterdam de 1975 à 1980. Il est ensuite vendu à un armateur grec.
Une vue du navire est reproduite sur un timbre de 4,8 × 2,7 cm dessiné et gravé par Pierre Albuisson. Il est imprimé en taille-douce en feuille de vingt-cinq exemplaires.

### Chaudron de phoquier
Un timbre de 0,50 € représentant un « chaudron de phoquier » est émis, vestige de l'histoire de la chasse dans les eaux des futurs territoires austraux français. Ces objets servaient à faire fondre la graisse des mammifères marins qui ont pu être chassés dans l'océan Austral et dépecés dans certaines des îles devenues les TAAF par la suite. Leur dimension  est imposante : de 1 à 1,30 mètre du plus grand diamètre, une contenance de 400 à 450 litres et un poids vide de trois quintaux.
Le timbre carré de 3,6 cm est dessiné par François Malbreil et imprimé en offset en feuille de vingt-cinq unités.

### Éléphant de mer-océanographe
Un timbre de 4,90 € signale l'existence d'un programme de suivi des parcours océanographique des éléphants de mer australs (Mirounga leonina), entamé en 2004 par l'équipement de vingt-quatre de ces animaux avec des balises du système mondial de localisation et de collecte de données par satellite Argos. Ces informations permettent de connaître le parcours et les conditions de leurs migrations. Le timbre montre la tête d'un éléphant de mer sur sa partie gauche et d'une carte océanique illustrée du parcours d'un groupe d'animaux entre les îles Kerguelen et l'île Heard (territoire australien des îles Heard-et-MacDonald).
Le timbre de 7,6 × 2,2 est dessiné et gravé par André Lavergne et imprimé en taille-douce en feuille de vingt exemplaires.

### Peigne des Néréides
Un timbre de 2,50 € est émis qui représente une algue rouge nommée peigne des Néréides (Plocamium cartilagineum).
Le timbre carré de 3,6 cm est dessiné et gravé par Jacky Larrivière pour une impression en taille-douce en feuille de vingt-cinq.

### Prion de MacGillivray
Un oiseau de mer figure sur un timbre de 0,75 €, une espèce endémique des îles Amsterdam et Saint-Paul, le prion de MacGillivray (Pachyptila salvini macgillivrayi). Menacé de disparition sur l'île Amsterdam, il est l'objet d'une politique de sauvegarde depuis 1997 à Saint-Paul grâce à une chasse aux rats, une des espèces nuisibles introduites par l'exploration européenne. Son classement au sein des espèces connues est toujours en débat depuis sa description en 1777 par Georg Forster au cours d'un voyage de James Cook et la collecte en 1853 du spécimen type par John MacGillivray, fils de l'ornithologue William MacGillivray.
Le timbre de 4,8 × 2,7 cm est dessiné et gravé par Claude Andréotto. Son impression est réalisé en taille-douce en feuille de vingt-cinq unités.

### Raie de Murray
Un timbre de 4,50 € est émis représentant un spécimen de la raie de Murray (Bathyraja murrayi), espèce découverte au cours d'expéditions dans les eaux des îles Kerguelen à la fin du XIXe siècle.
Le timbre de 2,7 × 4,8 cm est dessiné par Odette Baillais et imprimé en offset en feuille de vingt-cinq exemplaires.

### Station franco-italienne Concordia
Un timbre de 0,50 € intitulé « Station franco-italienne Concordia » commémore le premier hivernage débuté en février 2005 d'une équipe dans la station de recherche permanente franco-italienne Concordia, installée sur le dôme C, un plateau de l'Antarctique. L'illustration du timbre présente les bâtiments de la station sont représentés par temps clément et ciel bleu.
Le timbre de 7,6 × 2,2 cm est dessiné par Claude Andréotto et imprimé en offset en feuille de dix unités.

### Val Studer
Un timbre paysager de 0,90 € est émis sur le val Studer, petite vallée de Grande Terre, à l'ouest de la presqu'île Courbet. Elle doit son nom à Théodore Studer, scientifique suisse de l'expédition de La Gazelle qui explora l'île en 1874.
De format horizontal (4,8 cm de long sur 2,7 cm de hauteur), le timbre est dessiné et gravé par Jacky Larrivière. Il est imprimé en taille-douce en feuille de vingt-cinq.

### Volute de CharcotHarpovoluta charcoti
Un timbre de 4 € est consacré au volute de Charcot (Harpovoluta charcoti). Cette espèce de volute est la seule présente au plus près des eaux antarctiques et le premier mollusque à coquille sur un timbre des Terres australes et antarctiques françaises.
Le timbre de 4,8 × 2,7 cm est dessiné et gravé par Claude Jumelet pour une impression en taille-douce en feuille de vingt-cinq.

## Mars

### Conversation intime. Centenaire du retour duFrançais
Le 4 mars en Terre Adélie et le 5 mars dans les îles australes françaises, pour le centenaire de l'expédition du Français du commandant Jean-Baptiste Charcot, est émis un timbre de 4,50 € se-tenant sur sa gauche avec une vignette sans valeur. Sur la vignette, est imprimée une carte du parcours entre la Terre de Feu et la péninsule Antarctique que le navire quitta le 4 mars 1905. L'illustration du timbre, humoristiquement titrée « Conversation intime », est une scène de l'hivernage au cours de laquelle Charcot s'approcha d'un groupe de manchots.
L'ensemble du timbre et sa vignette (7 cm sur 2,7) est dessiné et gravé par Claude Jumelet. Le tout est imprimé en taille-douce à raison de dix timbres par feuille.
Une manifestation premier jour avec un cachet reprenant la « conversation intime » a lieu du 5 au 7 mars dans les locaux parisiens de l'administration des TAAF. Cette émission anticipée est conjointe avec celle en hommage à l'explorateur Paul-Émile Victor.
Au Salon philatélique d'automne de Paris, en novembre 2005, ce timbre a reçu le Grand Prix de l'art philatélique français, catégorie outre-mer.

### 10eanniversairede la disparition de Paul-Émile Victor
Le 7 mars, est émis un timbre de 0,50 € pour le dixième anniversaire de la mort de l'explorateur Paul-Émile Victor, entre autres, fondateur des Expéditions polaires françaises en 1947. Il est représenté, âgé, sur un fond composé de deux lieux : une banquise rappelant son engagement dans l'exploration polaire et une plage de l'océan Pacifique, telle celle de Bora-Bora en Polynésie française où il finit sa vie.
Conçu par Claude Andréotto, le timbre de 4,8 × 2,7 cm est imprimé en offset en feuille de dix exemplaires.
Une manifestation premier jour conjointe avec celle du « centenaire du retour du Français » a lieu du 5 au 7 mars à l'antenne des TAAF à Paris. Les visiteurs sont accueillis par le 47 avenue du maréchal Fayolle, ancienne adresse des Expéditions polaires françaises.

## Août

### Carnet de voyage n°4,Carnet historique
Le 6 août 2005, à l'occasion du cinquantenaire de la loi du 6 août 1955 instaurant l'autonomie des Terres australes et antarctiques françaises, sont autorisés à l'utilisation douze timbres à validité permanente pour la lettre de moins de 20 grammes à destination du monde entier, vendus sous la forme de feuillets illustrés d'aquarelles reprenant le sujet du timbre. Les douze feuillets forment le carnet de voyage n°4 et a pour thème l'histoire des TAAF. Le prix de vente initial est de 18 €.
Les feuillets sont imprimés en offset. Les timbres mesurent 4,8 × 3,6 cm et sont disposés horizontalement ou verticalement. Le timbre représentant le blason des TAAF a aussi été émis en feuille de dix exemplaires.
La vente anticipée a lieu du 17 au 19 juin au ministère des Outre-mer, à Paris. Les cachets à date premier jour sont apposés le 6 août 2005 dans les districts insulaires et portent le blason des TAAF.

## Novembre

### Cinquantenaire des TAAF 1955-2005: première émission philatélique
Le 2 novembre, est émis un timbre sur timbre de 0,90 € pour le cinquantenaire de l'émission du premier timbre-poste dédié au courrier provenant des Terres australes et antarctiques françaises. Le timbre original est un timbre de Madagascar au type Uratelornis surchargé en rouge d'une barre sur le nom de la colonie et de la mention « TERRES AUSTRALES ET ANTARCTIQUES FRANÇAISES ». Le timbre historique est posé sur une photographie de quatre manchots sur une plage australe. La date d'émission du timbre commémoratif correspond à la première date d'utilisation connue, le 2 novembre 1955 sur une lettre postée aux îles Kerguelen. En 1956, sont émis les deux premiers timbres spécifiques des TAAF, illustrés de gorfous dorés.
Le timbre de 3,6 × 4,8 cm est conçu par Louis Briat et imprimé en offset.

### Cinquantenaire des Terres australes et antarctiques françaises 1955-2005
Le 10 novembre 2005, est émis un bloc de quatre timbres de 0,50 € qui clôt les émissions du cinquantenaire des Terres australes et antarctiques françaises. Chaque timbre est une carte topographique muette des principales îles australes et de la position du secteur revendiqué par la France en Antarctique. Le reste du bloc est illustré d'un paysage glacial, du portrait de Xavier Richert, premier administrateur supérieur de TAAF, du siège actuel des TAAF à Saint-Denis à La Réunion et des armoiries des territoires.
Les timbres de format 4,8 × 2,7 cm sont dessinés et gravés par Pierre Albuisson pour une impression mixte en offset et taille-douce. 
La manifestation premier jour a lieu le 10 novembre au Salon philatélique d'automne de Paris, où une oblitération spéciale est disponible.

### Sources
- La presse philatélique française, notamment les pages « Nouveautés » de Timbres magazine.
- Site personnel Philatélie des TAAF qui possède des notices sur les sujets des timbres émis en 2005.